# Poloduplex

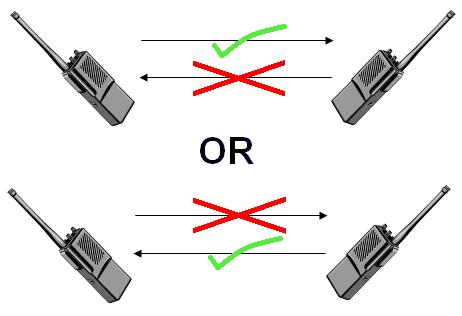
Schéma poloduplexního spojení

Poloduplex nebo anglicky half-duplex je režim střídavé obousměrné komunikace (např. v počítačové síti nebo radiotelefonní síti). V daném okamžiku může probíhat pouze v jednom směru, směr přenosu se ale může měnit.

## Popis
Poloduplexní provoz se podobá provozu na zúženém místě silnice, kterým lze projíždět jenom jedním pruhem. Střídavý provoz oběma směry je zpravidla řízen semafory. V radiotelefonních sítích ohlašuje přepnutí směru právě vysílající strana obvykle smluveným heslem (například "příjem", "přepínám" nebo "over"). V počítačových a datových sítích může být změna směru automatická, například po uplynutí určité doby, podobně jako u semaforu.
Poloviční duplex používala například síťová technologie Ethernet 10Base5 a 10Base2 (s koaxiálním kabelem) a používá ho Wi-Fi.

## Poloduplex a simplex
Protože v telefonních sítích se jiné než obousměrné spoje nevyskytují, označuje se v telefonářské terminologii podle ITU-T poloduplexní spojení jako simplexní spojení. Stejně i tzv. simplexní kanály v profesionálních radiostanicích pro obousměrné spojení. V ostatních použitích znamená simplexní spojení jednosměrnou komunikaci (tzv. broadcast v rádiové komunikaci).

## Duplex s časovým dělením
Sítě mobilních telefonů poskytují duplexní provoz přestože mnoho technologií nepoužívá současné vysílání a příjem. Rychlé přepínání mezi vysíláním a příjmem, které poskytuje stejnou službu jako duplexní provoz, se nazývá duplex s časovým dělením (anglicky Time-division duplex, TDD).
Oproti tomu FDD (Frequency-division duplex) znamená duplex s frekvenčním rozdělením. Ten používají klasické profesionální rádiové spoje, kdy tzv. pevná stanice (například přístavní) vysílá na jednom kmitočtu a zároveň poslouchá pohyblivou (např. lodní) stanici vysílající na kmitočtu nižším (např. o 4,6 MHz). Toto uspořádání ovšem umožňuje i tzv. plný duplex, v závislosti na vybavení pohyblivé radiostanice.